# Trigeminusneuralgie
Trigeminusneuralgie is een vorm van idiopathische aangezichtspijn.
De nervus trigeminus is de vijfde hersenzenuw. Deze bestaat uit drie takken, de nervus ophthalmicus, nervus maxillaris, en nervus mandibularis, en is verantwoordelijk voor het gevoel in het aangezicht.
Neuralgie van de nervus trigeminus kan zorgen voor zeer heftige pijnen in het gezicht. Deze worden opgewekt door prikkels die normaliter niet pijnlijk zouden zijn, zoals praten en koude wind.
De etiologie van idiopathische trigeminusneuralgie is onbekend. Het is wel bekend dat op het niveau van het ganglion van Gasser – waarin de nervus trigeminus uitmondt – epileptische gebieden ontstaan die zich uiten in aanvallen die geleid worden door de nervus trigeminus. Dit veroorzaakt pijnsteken in het aangezicht.
Een van de behandelwijzen voor trigeminusneuralgie is percutane thermorizotomie van het ganglion van Gasser volgens de methode van Sweet. Hierbij wordt door middel van elektrische stimulatie van het ganglion van Gasser de nervus trigeminus minder gevoelig gemaakt voor de prikkels.